# San Marco dei Cavoti
San Marco dei Cavoti (IPA: /samˈmarko deikaˈvɔti/) è un comune italiano di 2 939 abitanti della provincia di Benevento in Campania.
Il centro, di fondazione provenzale, è noto come paese del torrone, produzione tipica locale. Fa parte della comunità montana del Fortore.

## Geografia fisica

### Territorio
Il centro storico di San Marco dei Cavoti è ubicato su un'altura ad un'altezza compresa tra i 690 e i 710 m s.l.m., uno degli ultimi contrafforti orientali dell'Appennino campano prima che degradino, nell'area del fiume Fortore, fino al Tavoliere delle Puglie. La sua posizione consente una vista panoramica che si spinge a sud fino ai monti del Partenio, ad ovest fino al Taburno e nord-ovest fino al massiccio del Matese. Il territorio comunale si sviluppa in direzione nord-sud per circa 12 km. Presso i suoi confini nordorientali si trova il monte San Marco (detto anche Telegrafo, 1007 m s.l.m.), uno dei massicci montuosi più alti della porzione orientale della provincia di Benevento. A sud-est di quest'ultimo la strada statale 369 Appulo Fortorina, che collega San Marco ai paesi dell'area fortorina, attraversa il passo del Casone Cocca (in territorio di Molinara, 963 m s.l.m.), così denominato da un'antica casa colonica appartenuta a questa distinta famiglia di proprietari terrieri, oggi estinta.
Il centro urbano è lambito dal torrente Tammarecchia con le rocce della Cascata Ripa. Il corso d'acqua scorre in direzione nord-sud confluendo infine nel fiume Tammaro, che scorre in una vallata in contrada Calisi, al confine con il comune di Pago Veiano.

### Clima
Il clima è rigido in inverno e abbastanza temperato in estate.
- Classificazione climatica: zona E, 2335 GG

## Storia

### Gli insediamenti scomparsi

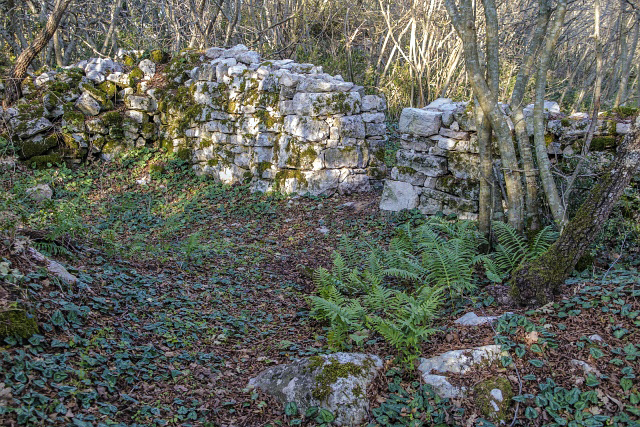
I ruderi del villaggio di San Severo

I luoghi limitrofi all'attuale centro urbano di San Marco furono abitati già in epoca preromana: il loro fulcro era la città di Cenna, corrispondente all'attuale contrada Zenna così come sostenuto da molti storici quali Filippo Cluverio, Luca Olstenio, Christoph Keller, Barthold Georg Niebuhr e Alfonso Meomartini. Lo storico antico Diodoro Siculo ricordava inoltre che Cenna era alleata dei Romani e venne assediata dai Sanniti dopo la battaglia di Lautulae.
Quando Cenna fu distrutta, forse da un terremoto, gli abitanti edificarono più a valle un nuovo borgo, San Severo, posto su di un colle (a circa 4 km dell'abitato attuale e a circa 1,5 km dall'antica Cenna), poi detto Toppo di Santa Barbara dal nome della chiesa ancora esistente e che è situato fra la contrada ancora oggi chiamata San Severo e la contrada Calisi. Alcuni resti dell'antica San Severo, che in epoca normanna faceva parte della grancontea di Ariano, sono tuttora visibili sul Toppo nei pressi della chiesa di Santa Barbara.
Poco più a valle, in contrada Calisi, negli anni Ottanta del Novecento alcuni ritrovamenti archeologici nei terreni di proprietà della famiglia Jelardi provarono l'esistenza in quei luoghi di un cimitero i cui importanti resti - tra cui grandi lastre tombali in terracotta - vennero consegnati alla Soprintendenza allora guidata da Werner Johannowsky, e quindi catalogati e trasferiti a Benevento in sedi museali e depositi.

### Dalla fondazione al XIX secolo

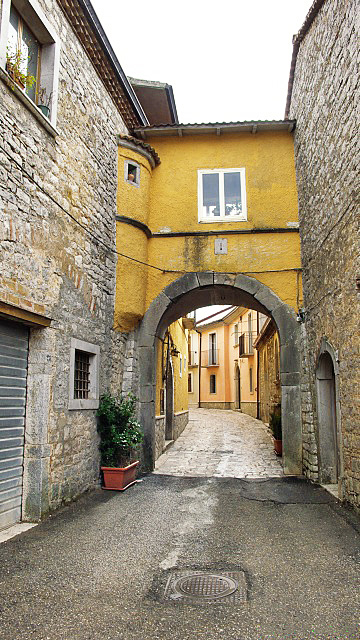
Porta di Rosa, una delle porte del nucleo medievale

Il terremoto del 9 settembre 1349 distrusse l'abitato di San Severo. All'epoca feudatario della zona era Guglielmo Shabran, conte di Ariano e Apice. Gli abitanti superstiti si spostarono a nord e, a circa 4 km di distanza, edificarono un nuovo paese. 
Luigi Shabran, figlio di Guglielmo, nel 1352 favorì il popolamento del nuovo insediamento concedendo particolari agevolazioni a chi vi si fosse stabilito. Così negli anni immediatamente successivi vi si stanziò una colonia di Provenzali provenienti dalla città di Gap, giunta in Italia meridionale al seguito di Carlo I d'Angiò.
Il nucleo originario sorse ai piedi di un'altura dove fu edificata la chiesa di San Marco, in onore del santo vescovo di Eca cui gli Shabran erano particolarmente devoti. Alla nuova chiesa furono aggregate le antiche parrocchie di San Severo ovvero San Nicola, San Pietro, Santa Barbara e Santa Maria di San Severo. Il nuovo centro fu denominato appunto San Marco, cui si aggiunse l'appellativo dei Gavoti, da Gavots, abitanti di Gap, finché il toponimo divenne poi "dei Cavoti", A ricordo dell'arrivo e della presenza in loco dei Provenzali rimangono anche i toponimi delle contrade Francisi, Franzese e Borgognona.
Feudatari del paese furono ancora gli Shabran (il cui cognome nel frattempo era stato italianizzato in Sabariani) stanziati a Benevento che lo tennero fino al 1528, quando il viceré del Regno di Napoli conferì il titolo di marchesi di San Marco ai Cavaniglia.
A seguito dell'ondata di peste del 1656 la popolazione fu decimata e i pochi superstiti eressero la chiesa di San Rocco al di fuori delle mura ove, solo a partire dalla metà del XVIII secolo,  il paese iniziò ad espandersi in particolare verso la vallata a sud (Porta Palazzo), ed oltre Porta Grande.
Sin dalla fine del XVI secolo fu assai fervida a San Marco l'attività dei Padri Domenicani (il cui ordine in loco fiorì al punto da essere anche indicato come del Padri Cavoti) riuniti attorno al carismatico Padre Ludovico Papa e all'Abate Ottavio Chiarizia O.P., Vicario Generale della congregazione S. Marco de Cavoti, Teologo del Viceré Marcantonio Colonna e precursore dell'Idea di Europa Unita. I Domenicani operarono in due conventi nel centro urbano nonché in uno extraurbano. La comunità monastica restò in paese fino agli inizi del XIX secolo, mentre oggi dei due conventi urbani restano tracce visibili nei pressi della chiesa del Carmine (il vecchio convento fu trasformato in abitazione privata) e poco più a valle (Largo Ludovico Papa) corrispondenti a una grande costruzione attualmente semidiruta. Del convento extraurbano sopravvissero invece fino agli anni novanta del Novecento solo pochissimi resti nei pressi dell'attuale cimitero sui suoli di proprietà Jelardi-Meomartini, parte dei quali poi di proprietà Marino. Nella prima metà del Settecento si sviluppò inoltre il culto di San Diodoro Martire, i cui resti furono trasferiti a San Marco dalle catacombe di Priscilla (Roma). San Diodoro si festeggia la II domenica di settembre, è venerato nella chiesa madre ed ebbe sin dal XVIII secolo una sua confraternita.
Nel quadriennio 1743-46 San Marco de' Cavoti era stato soggetto alla competenza territoriale del regio consolato di commercio di Ariano nell'ambito della provincia di Principato Ultra cui apparteneva. All'inizio del XIX secolo i Caracciolo di San Vito ereditarono il feudo dai Cavaniglia, ma lo tennero per pochi anni, fino all'abolizione del feudalesimo quando, con atto del 1819, cedettero gran parte dei beni e i diritti di terraggiare e di nomina arcipretale alla famiglia Jelardi all'epoca rappresentata dal Dottore delle Leggi Don Federigo Jelardi (morto nel 1831) e poi dal nipote Cavalier Nicola (1805-1886). Altri terreni del circondario passarono in proprietà a nobili o agiate famiglie locali tra cui Zurlo, Jansiti, de' Conno, Baldini e Giampietro, nonché Ricci, Cocca, Costantini, Valente e De Leonardis.
Durante il regno delle Due Sicilie San Marco fece parte del circondario di San Giorgio la Molara, compreso nel distretto di Ariano all'interno della provincia di Principato Ultra, mentre dal 1861 entrò a far parte della neo-costituita provincia di Benevento. Fin dal 1860 l'abitato si sviluppò attorno alla nuova piazza (Piazza Risorgimento già Largo della Croce di Pietra) e ai tre assi viari principali che vi si innestano(Corso Garibaldi già Via del Convento o del Monastero, Via Mazzini già Via del Sole e Via Roma già Via Paradiso), L'economia conservò vocazione prettamente agricola benché nel 1891 Innocenzo Borrillo avesse fondato in paese una fabbrica di torrone, prima di una serie che lo ha poi reso una produzione tradizionale del luogo. Dal 1913 si sviluppò anche l'allevamento del cavallo Avelignese,

### Dall'inizio del XX secolo ad oggi
Notevole fu lo sviluppo di San Marco del Cavoti durante gli anni Venti e Trenta del Novecento quando, grazie alla presenza del sammarchese Arturo Jelardi ai vertici provinciali del Partito Nazionale Fascista, il paese divenne sede di Pretura, e vi furono anche altre opere di ammodernamento dell'abitato dovute ai podestà dottor Alfonso Assini, avvocato Giuseppe Jelardi e avvocato Michele Zurlo, ossia il nuovo cimitero, l'edificio scolastico, il parco della Rimembranza.
Il paese subì un duro colpo con il terremoto del 1962 che colpì l'Appennino campano. I danni al centro storico furono ingenti, in particolare alla Chiesa Madre di San Marco che, pochi anni dopo, fu abbattuta e ricostruita. Questo, insieme alla significativa emigrazione, causò l'abbandono di gran parte dell'abitato medievale mentre si svilupparono nuovi quartieri attorno ad esso.
Nell'arco del ventennio successivo l'economia locale conobbe un significativo sviluppo con la nascita della Cassa Rurale ed Artigiana (1972) per iniziativa di vari soci tra cui Raffaele Polichetti, Roberto Costanzo e Aldo Meomartini (che ne fu direttore fino al 1992), mentre in paese si insediò un fiorente distretto industriale tessile con varie aziende e per qualche tempo si ebbero inoltre delle estrazioni petrolifere, con la presenza di un impianto estrattivo dell'Agip, poi esaurito e smantellato.
A partire dal 1995, importanti opere pubbliche vennero promosse dall'amministrazione del sindaco Francesco Cocca. Fra i principali interventi vi furono il restauro del centro storico, il rifacimento di Piazza Risorgimento e Piazza Mercato (1997), la fondazione del Museo degli orologi da torre (1997), la ristrutturazione dei due edifici scolastici e della vecchia sede comunale in Via Roma (già Palazzo Jansiti, poi de'Conno), il nuovo impianto di illuminazione e nuovi marciapiedi in varie via e piazze del paese, l'ampliamento del cimitero, l'acquisizione di immobili (i palazzi Colarusso e Cocca e alcuni vani del palazzo Jelardi), la costruzione di un nuovo edificio scolastico sulla preesistente stazione ippica e di uffici Asl presso l'ex macello in Piazza Antonio Abete, l'area di parcheggio in Piazza Ferdinando Meomartini con arco di collegamento a Via Roma, l'avvio dei lavori di ricostruzione del Municipio in Piazza Rimembranza (ultimati nel 2018), nonché la valorizzazione turistica con l'istituzione della Festa del Torrone, nel 2001. I fondi e contributi dell'Unione europea furono efficacemente utilizzati, tanto che il comune fu indicato come "modello di buona pratica amministrativa" dalla Regione Campania e dal Ministero dell'Economia e delle Finanze. Anche l'ONU, nella XIII Assemblea generale delle Regioni (ARE), ha mostrato interesse a diffondere in altri paesi l'approccio innovativo dell'amministrazione municipale sammarchese per l'accesso ai finanziamenti pubblici.
Da segnalare inoltre i restauri della chiesa madre, della chiesa di Maria SS. del Carmine e della chiesa rurale di Santa Barbara promossi dal parroco Mons, Michele Marinella e la riapertura al culto della chiesa di San Rocco a cura della Confraternita di Misericordia.
Dal punto di vista economico, nel terzo millennio la crisi dell'industria tessile ha determinato la chiusura di varie fabbriche, mentre si è notevolmente incrementata l'attività di sfruttamento dell'energia eolica, la produzione del torrone e del cioccolato in genere e, infine, l'attività ricettiva.

## Monumenti e luoghi d'interesse

### Architetture religiose

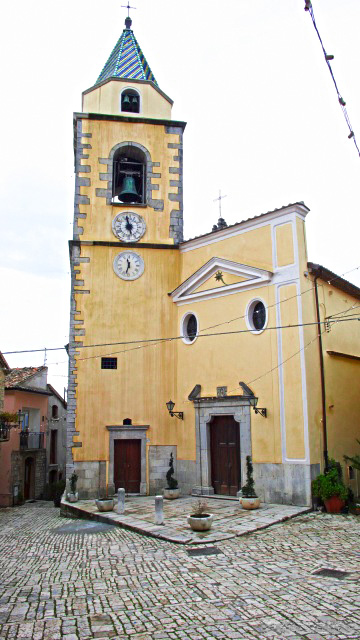
Facciata della Chiesa del Carmine

- Chiesa di Maria SS. del Carmine (XIV secolo)
 Situata nella piazza omonima e già intitolata alla SS. Annunziata, ha subito vari rimaneggiamenti nei secoli successivi; in particolare conserva degli affreschi del XVIII secolo. Alla chiesa è annessa una Confraternita retta da un Priore il quale, per consolidata e plurisecolare tradizione, appartiene alla famiglia Zurlo.
- Chiesa di San Marco Evangelista (1975)
Sita sulla sommità del centro medievale, la chiesa attuale sostituì quella originaria che risaliva alla fondazione del paese, ed era dedicata a San Marco di Eca; solo successivamente il culto si spostò su San Marco evangelista. L'edificio antico, dall'armoniosa architettura, venne restaurato dal sindaco Federico Jelardi nella seconda metà del XIX secolo quando il campanile originario - abbattuto all'inizio dello stesso secolo - era stato già rimpiazzato con la vicina Torre dei Provenzali. L'edificio sacro fu però gravemente danneggiato dal terremoto del 1962 e, pur essendo possibile un restauro, si decise per la ricostruzione da zero salvando solo la già citata torre. La nuova chiesa fu poi ristrutturata in forme più armoniche nei primi anni duemila per interessamento del parroco Mons. Michele Marinella al quale è oggi intitolato il belvedere antistante.  L'edificio, benché moderno, conserva al suo interno pregevoli opere di arte antica, tra cui un notevole crocifisso, due grandi tele sacre (XVII secolo) una delle quali restaurata dal pittore Nicola Ciletti agli inizi del Novecento, i putti marmorei del fonte battesimale ricomposto e alcune statue, tra cui un'Addolorata, Cristo Morto e San Diodoro Martire. Nel tempio sono altresì collocate le antiche sculture che, prima della ricostruzione, ornavano gli altari gentilizi laterali della vecchia chiesa, non più ricostruiti. Tra esse quelle di Santa Teresa (della famiglia Zuppa, restituita al culto dagli eredi, figli del dott. Armando) e di Sant'Antonio (della famiglia Cocca, restituita al culto dalla signora Anna Zurlo Mogavero che ne era erede per parte materna), mentre quella di Sant'Alfonso Maria de Liguori della famiglia Jelardi è attualmente nella cappellina privata presso il palazzo omonimo. All'interno del tempio si trovano anche due mosaici artistici, raffiguranti rispettivamente l'ultima cena (anni 1970) e la Madonna del Carmine con Padre Pio (2010, donato alla chiesa dal cavalier Armando Petronzo).
- Chiesa di San Rocco (XVII secolo)
Venne costruita nel largo omonimo, immediatamente fuori dalla Porta di Rosa, dai pochi superstiti della peste del 1656. La chiesa, di piccole dimensioni, è stata restaurata e riaperta al culto nel 1994 grazie all'impegno della Confraternita di Misericordia. Al suo interno un pregevole busto ligneo di S. Domenico è opera del celebre scultore Tommaso Bucciano.
- Chiesa del Cimitero (1932 circa)
 In stile eclettico, progettata dall'architetto Gennaro De Rienzo, affianca le tre coeve cappelle gentilizie delle famiglie Colarusso, Zuppa e Jansiti Jelardi, nonché quella De Conno degli anni Quaranta.
- Chiesa rurale di Santa Barbara (XVI secolo)
È situata sull'omonimo toppo (collina). La struttura, rimaneggiata nei secoli successivi, è stata restaurata e riaperta al culto negli anni 2000. A pianta rettangolare con tetto in legno, era anticamente ornata sul soffitto da tavolette dipinte tutte andate perdute a causa dei ripetuti crolli e del lungo abbandono ad eccezione di soli due esemplari oggi esposti presso il Museo di Palazzo Jelardi.

### Architetture civili

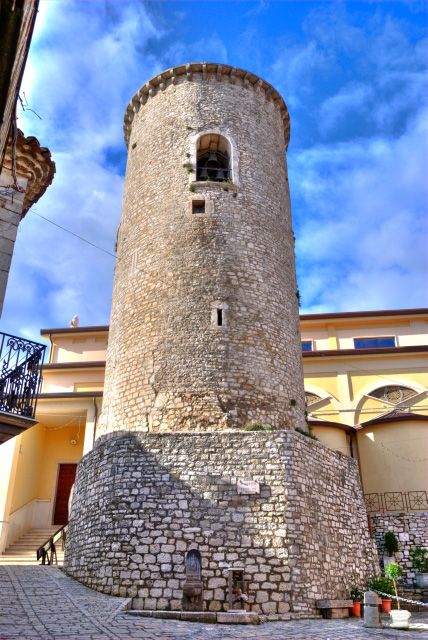
Torre dei Provenzali

- Torre Provenzale (XIV secolo)
 Struttura in pietra a vista a pianta circolare, era un carcere, ma sin dai primi anni del 1800 fu adibita a campanile della chiesa di San Marco al posto di quello antico che era ubicato sul lato sinistro.
- Borgo medievale
Piazzetta Vicidomini con Palazzo Ricci e piccola cappella ad aula unica poi sconsacrata (XIV secolo e successivi).
- Porta Palazzo (XIV secolo)
È la porta di accesso alla Piazzetta Vicidomini, inglobata nella parte del palazzo Marchesale (v.voce successiva) poi passato in proprietà alla famiglia Ricci
- Palazzo Zurlo, già palazzo Marchesale dei Cavaniglia (XVI secolo e successivi)
Situato in Via e Largo Vicidomini, è caratteristico per le sue ampie terrazze e una torretta. In gran parte passò in proprietà alla famiglia Zurlo, mentre un'ala appartenne lungamente alla famiglia Ricci.
- Porta Grande (XIV secolo e successivi)
Prospettante su via Roma e via dei Provenzali, era una delle quattro porte di accesso al paese. Annessa al palazzo Jansiti poi de' Conno e quindi in gran parte sede municipale, è ornata dallo stemma della famiglia Jansiti e da una merlatura che fu aggiunta nei primi anni del Novecento. Nel vano della porta un'edicola votiva con statua della Vergine era affiancata da un tabernacolo ligneo con immagine della Madonna finché lo stesso venne trafugato nei primi anni Duemila,
- Porta di Rosa (XIV secolo)
Prospetta sulla via e largo omonimi con annessa torretta di guardia appena visibile perché inglobata negli edifici adiacenti. Se ne trova traccia nell'inventario commissionato dalla vedova di Onorato Gaetani d'Aragona del 1491.
- Palazzo Cocca (XVI secolo e successivi)
Sito in Via Rovagnera, oggi è sede del Museo degli orologi da torre, Il portale riporta le iniziali del proprietario Antonio Cocca e la data 1811 riferentesi ad un restauro dell'edificio la cui parte a sud è caratterizzata da un torrione. Nacque e visse in questo edificio Ernesto Maria Cocca imprenditore e chimico assai noto in Argentina.
- Palazzo Costantini (XVII secolo e successivi)
Si trova in Piazza del Carmine, con caratteristica torretta e tre portali ad arco acuto.
- Mulini Jelardi (XVII secolo)
Appartennero alla famiglia Jelardi tre mulini dei quali due conservano la struttura originaria (XVII secolo). Il primo è sito in Via XXV Aprile sul torrente Tammarecchia e appartiene oggi alla famiglia Caporaso, mentre i resti del secondo, in contrada Calisi  e ancora proprietà Jelardi, funzionava con le acque del fiume Tammaro. si trova lungo il percorso del Regio Tratturo e fu attivo fino all'alluvione del 1949.
- Palazzo Jelardi (1850)
Sito in Piazza Risorgimento, è un maestoso edificio a pianta rettangolare, che fu progettato in stile neoclassico dall'architetto gesuita Giovan Battista Iazeolla su committenza del cavalier Nicola Jelardi, in sostituzione del vecchio palazzo (secolo XVI) ubicato nella parte bassa del paese (zona Largo Fontecavalli) e reso inagibile da una frana. Tale antico palazzo a struttura fortificata era stato edificato nel 1568 come attesta la chiave di volta del portale con stemma gentilizio e la dicitura CAESAR PIACTUS, concesso cioè con il beneplacito dell'imperatore.  Il nuovo palazzo è ornato nei saloni e nelle sale interne da affreschi del pittore napoletano Francesco Capuano, mentre le lavorazioni in pietra locale sono opera degli artisti scalpellini della famiglia Battaglini. Due lapidi sulla scalinata ai piani superiori ricordano la nascita in questa dimora di Arturo Jelardi e il soggiorno del futuro presidente della Repubblica Enrico De Nicola, del cardinale Ascalesi e del clinico Antonio Cardarelli, ospiti della Marchesa Carlotta Jelardi Polvere Cassitto di Ravello. Il palazzo, sul retro, aveva un ampio giardino recintato con un muro di pietra, ma gran parte di esso venne espropriato a metà degli anni Ottanta dalla giunta guidata dal Sindaco Diodoro Cocca per la realizzazione di un grande edificio in prefabbricato da adibire a mercato coperto ma mai effettivamente entrato in regolare esercizio, oggi adibito ad altri usi e in attesa di riqualificazione, Il palazzo Jelardi, restaurato tra il 2012 e il 2016, è vincolato dalla Soprintendenza per i beni archeologici di Salerno, Avellino, Benevento e Caserta. In base ad un accordo sottoscritto nel 2010  tra la famiglia Jelardi e il Comune di San Marco dei Cavoti, l'intera superficie del sottotetto di circa 500 m². è stata concessa in comodato d'uso pubblico venticinquennale dai proprietari e adibita a Museo della Pubblicità (v. alla voce musei) nonché a Biblioteca e archivio della famiglia Jelardi.
- Palazzo Zurlo (XVIII - XIX secolo)
Sito in via Roma. Già proprietà Jansiti, divenne poi dimora della nobile famiglia Zurlo, che già abitava il palazzo marchesale in Via Vicidomini. Il palazzo, tuttora di proprietà di tale famiglia, è stato restaurato nel 2012
- Palazzo de' Conno (già Jansiti)
È sito in via Roma e attiguo a Porta Grande. Nel suo aspetto attuale risale agli ultimi anni dell'Ottocento. Fu dimora della famiglia Jansiti, passando poi alla famiglia de' Conno fin quando il chimico Ernesto de' Conno - qui nato e vissuto e poi trasferitosi a Napoli nella prima metà del Novecento - lo cedette al Comune come sede del Municipio e della Caserma dei Carabinieri. Gli uffici comunali vi restarono fino al 1975. L'immobile è stato restaurato nei primi anni Duemila.
- Casino Jelardi (XIX secolo), in contrada Zenna.
Residenza di campagna della famiglia, include la cappella gentilizia di Sant'Alfonso Maria de Liguori edificata a metà dell'Ottocento a devozione del Cav. Nicola Jelardi.
- Casino Zurlo (XIX secolo), in contrada Montelse.
- Antica fabbrica di torroni Borrillo, in Via Roma, con arredamenti originali della fine del XIX secolo.
- Antica farmacia Assini in Via Mazzini con arredamenti d'epoca (XIX secolo) della ex farmacia de' Conno (proprietà privata).
- Palazzo Colarusso in Piazza Risorgimento (XX secolo)
Fu edificato dall'imprenditore locale Eduardo Colarusso. Dopo la vendita da parte della famiglia a una cordata di enti pubblici (Regione-Provincia-Comune) e un restauro negli anni 2000, è adibito a funzioni di Municipio dal 2015 e in precedenza adibito ad attività culturali ed a sede della Fondazione Iacocca.

### Porte, mura e architetture militari
- Porta Grande (XIV secolo con rimaneggiamenti successivi)
È la porta maggiore del borgo medievale che si apre su Via Roma e immette in Via dei Provenzali e alla zona della chiesa Madre. Sovrastata da una torre merlata (la merlatura fu aggiunta agli inizi del Novecento), nel tempo divenne parte integrante dell'adiacente Palazzo de' Conno che, già della famiglia Jansiti, fu poi venduto dal professor Ernesto de' Conno divenendo in gran parte proprietà comunale e sede del Municipio fino al 1975.
- Altre due porte del paese antico sono la "Porta di Rosa" che si apre a nord nei pressi del Ponte Fontanella sul Torrente Tammarechia, e la "Porta Palazzo" a sud, la quale, è così denominata perché parte integrante del Palazzo Marchesale; conduce dalla Piazza del Mercato al Largo Vicidomini. Vi era una quarta porta, ubicata nei pressi di Piazza del Carmine, detta "Porta Nuova", ma oggi non più esistente.
- Resti della cinta muraria del paese
Risalenti alla sua fondazione e a successive fortificazioni, sono visibili nella zona nord del paese nei pressi di Via Francesco Flora e Largo San Rocco, nonché a sud in misura minore, nella zona detta del Casale nei pressi di Via dei Provenzali, in Via Rovagnera e in Via Muro Nuovo (pressi piazza Mercato). Il tracciato murario comprende varie piccole torri.
- Resti di antico torrione (XIV secolo) nei pressi di Piazza Mercato.
 All'interno, secondo la leggenda popolare, il signore del paese vi esercitava lo Ius primae noctis.
- Casone Jelardi (già Cavaniglia, oggi Ialeggio)
Risalente al XVI secolo circa, è un edificio fortificato ubicato in contrada Calise, a sud del paese. Realizzato dai Cavaniglia, passò in proprietà alla famiglia Jelardi, poi per metà venduto a Giovanni Ialeggio e per metà passato per eredità da Elisa Jelardi Jansiti a Maria Lembo Jansiti, la quale ha ceduto anche la sua quota alla famiglia Ialeggio. Il Casone è ubicato lungo il percorso di un passaggio segreto sotterraneo (oggi in gran parte crollato) che collegava San Marco al vicino comune di Pago Veiano passando al di sotto del greto del fiume Tammaro ed era utilizzato come via di fuga in caso di invasione e percorribile a cavallo. Oggi l'edificio ben restaurato è sede dell'agriturismo "Il Casone di Drusa".

### Altro
- Piazza Risorgimento
È una piazza a pianta quadrata sorta alla fine del XVIII secolo al termine di Via Roma, e pavimentata in pietra calcarea locale. Vi si trovano i palazzi Jelardi e Colarusso e la palazzina Zurlo, mentre al suo centro è una fontana con vasca in piperno, ornata da quattro delfini in ghisa. La fontana, assieme all'acquedotto, venne realizzata nel 1909 dall'ingegner Giovanni Paolucci.
- Via Roma
Scenografica strada che collega Piazza Risorgimento al centro antico, sorse dalla metà del XVIII secolo. È caratteristica per la presenza di quattro botteghe di maestri torronari e di vari edifici signorili tra cui la palazzina Zuppa (sec. XX, progettata dall'ingegner Giovanni Paolucci), il palazzo Valente (sec.XX) e i più antichi Zurlo e Jansiti (quest'ultimo poi de'Conno e quindi ex sede comunale), nonché, al civico 26-28, metà della casa Giampietro (1745, poi per successioni ereditarie proprietà Cocca quindi Mogavero-Jelardi) che pur avendo conservato solo parte dell'aspetto originario è degna di nota poiché - come ricorda una lapide - nel 1921 vi soggiornò il medico Santo Giuseppe Moscati il quale vi si recò in visita all'avvocato Alfredo Cocca gravemente ammalato.
- Largo del Casale (XVI secolo e successivi), con resti di edifici in pietra e portali di antiche botteghe .
- Belvedere della Grazionella (oggi Belvedere Mons. Michele Marinella)
Lo spiazzo davanti alla Chiesa di San Marco presenta un'ampia visuale verso sud, in particolare sul paese medievale dominato dalla Chiesa del Carmine, e sulle campagne e montagne circostanti.
- Parco della Rimembranza e monumento ai caduti
È dedicato ai caduti di guerra e realizzato dopo il primo conflitto mondiale. Ogni albero è intitolato ad una vittima della prima guerra mondiale. Al centro si trovano un cannone, residuato bellico, e il monumento bronzeo raffigurante un fante che fu realizzato nel 1924 dallo scultore perugino Torquato Tamagnini ma poi - trafugato dai tedeschi durante la seconda guerra mondiale - fu successivamente ricollocato in loco in copia, opera fedele all'originale, realizzata dello scultore siciliano Amedeo Garufi presso la fonderia Chiurazzi di Napoli. Sulla base del monumento una targa bronzea con bassorilievo donata dagli emigrati negli Usa onora la memoria del sammarchese Edoardo Ricci, caduto in guerra nel 1936.
- Statua bronzea della Gloria in Piazza Mercato. Realizzata nel dopoguerra in sostituzione del monumento ai caduti trafugato dai tedeschi, ornò il Parco della Rimembranza finché venne sostituita con copia del monumento originale. Da allora restò nei depositi comunali fino al 1997 quando - su suggerimento di Andrea Jelardi, presidente dell'Associazione Cosomati - la giunta guidata dal sindaco Francesco Cocca la ricollocò in Piazza Mercato e intese dedicarla agli emigranti poiché anni prima venne appunto donata dai sammarchesi residenti all'estero.
- Monumento copia della Pietà di Michelangelo,  in marmo di Carrara, opera dello scultore Sangermano. È collocato nel viale principale del cimitero e realizzato nel 1937 sotto l'amministrazione del Podestà Michele Zurlo.
- Monumento a Giulio Cesare Baricelli (1989) In marmo e pietra, opera dello scultore Giulio Calandro, in Largo G.C. Baricelli
- Monumento in marmo a Papa Giovanni XXIII nella via omonima, opera di Giulio Calandro.
- Tratturo Pescasseroli-Candela
È una delle principali direttrici della transumanza nell'Italia meridionale, attraversa il territorio di San Marco dei Cavoti in contrada Calisi.
- Fontana del Pellegrino, nei pressi della chiesa di San Rocco
Di fattura antica probabilmente risalente, nella sua ultima struttura alla metà del XIX secolo e forse opera dei maestri scalpellini della Famiglia Battaglini per analogia dei due rosoni da cui sgorga l'acqua, con quello della fontana interna al Palazzo Jelardi in Piazza Risorgimento. Rimossa senza alcun motivo negli anni sessanta del Novecento, si è fortunatamente salvata dalla distruzione ed è stata ricollocata in loco nel 2019 per iniziativa del sindaco Roberto Cocca e con il contributo dell'imprenditore Antonio Tornesello.
- Fontana della Conca - Antico manufatto in pietra nei pressi del cd. Ponte di Ferro in Via 25 aprile. Dalla fontana in tempi antichi sgorgava acqua con proprietà utili a contrastare l'ipertensione. Smontata e abbandonata per un decennio circa, è stata ricollocata in loco e restaurata con gli auspici dell'amministrazione del sindaco Roberto Cocca il 27 dicembre 2020 a spese del giornalista e scrittore Andrea Jelardi in memoria del padre Carlo deceduto in quello stesso anno.
- Stele a Donatella Raffai La stele in pietra e ceramica, collocata il 17 settembre 2022 a iniziativa del Museo Modern e del locale Rotary Club, ricorda la conduttrice televisiva di origini sammarchesi che - nella trasmissione Harem di Catherine Spaak - ricordò la sua giovinezza in paese con queste parole riportate sul una delle due targhe commemorative:  "Ho trascorso "un'infanzia e una giovinezza molto felici, in un posto molto semplice, praticamente in campagna, in un piccolo paese dove ho imparato le cinque o sei cose fondamentali della mia vita".

### Cascata Ripa e aree naturali

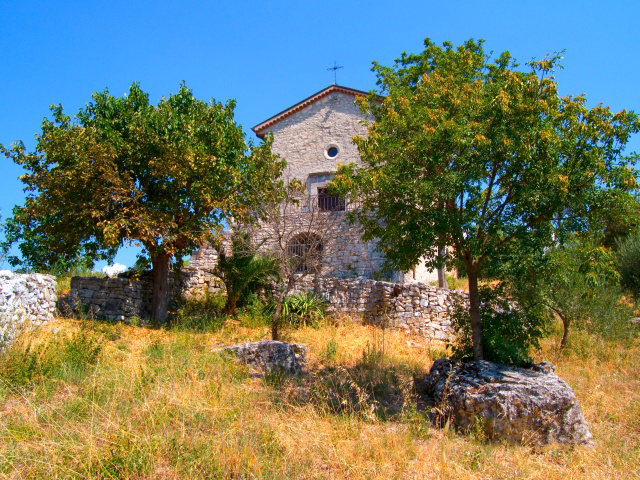
La chiesa rurale di Santa Barbara, in cima all'omonima collina

In prossimità del centro urbano e del Molino Jelardi è degna di nota la "Cascata Ripa" sul torrente Tammarecchia, raggiungibile attraverso un pittoresco sentiero realizzato nel dicembre 2020 dall'amministrazione guidata da sindaco Roberto Cocca e contestualmente alla ricollocazione, all'inizio del medesimo percorso, dell'antica Fontana della Conca. 
Il territorio comunale include alcuni boschi: quelli di maggiore estensione sono il Bosco di Zenna, nella contrada omonima, e il "Bosco del Toppo" (ossia "altura" in dialetto locale) "Santa Barbara", in contrada Calisi. Altra area boschiva è ubicata lungo il tracciato extraurbano di Via Giovanni XXIII (prolungamento), anche nota come "Via dei Tre Boschetti" e utilizzata per attività sportive di corsa, trekking e ciclismo. 
Oltre che di una Villa Comunale, il comune dispone anche del Parco Ettore Cosomati con percorso naturalistico in Largo San Rocco lungo il torrente Tammarecchia. Inaugurato nel 2019, il parco è intitolato al pittore di origini sammarchesi  poiché poco distante dal luogo da dove egli realizzò un'acquaforte raffigurante San Marco dei Cavoti, premiata all'Esposizione Internazionale di Barcellona del 1911 con medaglia d'oro.
La flora arborea predominante è costituita da lecci e querce. Nella zona di Monte San Marco, invece, il popolamento boschivo è stato effettuato dalla Guardia Forestale con abeti e pini.

## Società

### Evoluzione demografica
Abitanti censiti

Degno di nota è uno studio statistico condotto da Andrea Jelardi sulla popolazione sammarchese dal 1905 al 2011, che ha evidenziato come il paese presenti valori di longevità assai più alti rispetto alla provincia di Benevento, alla regione Campania e all'intera Italia, attestata poi nel ventennio 1991-2011- in rapporto alla popolazione - superiore di circa due anni rispetto alla media di casi analoghi.
Il numero degli over 90 e over 95 è tuttora particolarmente elevato, così come quello degli over 80, ed inoltre, tra tutti i paesi del circondario con popolazione analoga o anche superiore, San Marco dei Cavoti è l'unico che negli ultimi due decenni ha avuto un considerevole numero di abitanti che hanno raggiunto o superato la soglia dei 100 anni di vita, con circa 30 ultracentenari o quasi centenari (99 enni) nel ventennio 1992-2011 e un totale ben 216 ultranovantenni, con percentuali costanti nel successivo quinquennio
Tale particolarità è stata oggetto di uno studio medico scientifico avviato il 26 giugno 2016, denominato Hebe dal nome della dea greca dispensatrice del nettare dell'eterna giovinezza, e coordinato dal Collegio dei Reumatologi Italiani (CReI) presieduto dal dottor Stefano Stisi, con la partecipazione del Comune di San Marco dei Cavoti e la diretta collaborazione dell'Università degli Studi del Sannio, dell'Istat, dei laboratori di genetica dell'Ospedale Rummo di Benevento e dell'Asl, nonché del campione di circa 150 ultranovantenni e dei loro familiari che si sono prestati alla compilazione di un questionario nonché sottoposti a specifiche analisi cliniche atte a individuare i fattori all'origine della longevità.

## Cultura

### Biblioteche
- Biblioteca comunale.
- Archivio Storico del Comune di San Marco dei Cavoti
- Biblioteca del MODERN Museo con archivio famiglia Jelardi

### Istruzione
Fino alla prima metà del Novecento in paese vi erano alcuni asili privati tenuti da donne del luogo, mentre l'istruzione elementare pubblica era impartita in aule ubicate presso varie sedi e in zone rurali. Alla fine degli anni Trenta si avviò la costruzione dell'edificio scolastico su progetto dell'ing. Pietro Florio per ospitare la Scuola Elementare che nel 1942 per iniziativa del Commissario Prefettizio Ingegner Mario Jelardi venne intitolata a Giulio Cesare Baricelli. All'inizio degli anni Quaranta due cittadini sammarchesi - Giuseppe Costantini e Oreste Jelardi con il sostegno dell'amico preside Rocco Maria Olivieri - favorirono invece l'istituzione della Scuola Media Statale (oggi intitolata a Luigi Shabran), mentre alcuni anni più tardi,  ad iniziativa di Nicola Zurlo, entrò in attività anche il Liceo Classico (oggi Liceo Classico Rosario Livatino). San Marco dei Cavoti è pure sede di un Istituto Tecnico e dell'asilo privato Santa Maria Goretti.
Nel 1998 è nata infine una Scuola di Alta Formazione Manageriale, legata alla Fondazione Lee Iacocca dell'ex presidente Chrysler di origini sammarchesi, e intesa come filiale italiana dello Iacocca Institute che ha sede negli USA.

### Musei

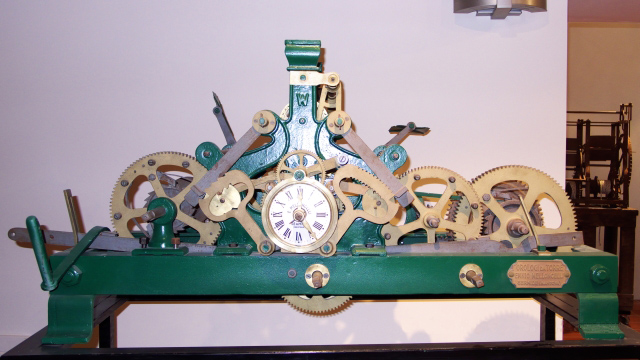
Uno degli orologi esposti nel Museo degli orologi da torre

- Museo degli orologi da torre

Fondato nel 1997, il Museo degli Orologi da Torre è ubicato in Via Rovagnera nell'ex Palazzo Cocca. Espone la collezione appartenuta al maestro orologiaio sammarchese Salvatore Ricci e che comprende numerosi esemplari di orologi e meccanismi dal XVI secolo in poi. La collezione è sotto la tutela del CNR.
- Modern - Museo della pubblicità, del packaging e del commercio

Istituito nel 2011, aperto al pubblico il 7 dicembre 2016 e affiliato al FAI nel 2017, il museo della pubblicità, del packaging e del commercio ha sede presso il palazzo Jelardi nei locali del sottotetto che, in circa 500 m², ospitano anche la biblioteca, l'archivio e l'emeroteca della famiglia Jelardi.
Nel museo della pubblicità, del packaging e del commercio sono esposti in quattro ampie sale oltre mille esemplari di antichi e moderni oggetti pubblicitari e di altro materiale e oggettistica legata al commercio, provenienti da una collezione privata. Di particolare interesse è la ricostruzione di antiche attività commerciali d'epoca.
Nelle otto sale del Modern (Museo Osservatorio Didattico Espositivo e di Ricerca sul Novecento) - oltre le sezioni librarie (arte e architettura, medicina, musica, agricoltura, letteratura e storia, religione, romanzi, turismo e meridionalistica) - sono esposti 150 pezzi d'arredo d'epoca, antichi elettrodomestici, le attrezzature del primo cinematografo sammarchese e alcuni cimeli di storia del paese tra cui il proiettore utilizzato per la proiezione dei cine-giornale Luce e di epoca successiva.
Degna di nota una vetrina ove sono esposti cimeli e ricordi dell'imitatore Alighiero Noschese. Tra i periodici della sezione emeroteca si segnala una raccolta di quotidiani di varie epoche riportanti notizie di celebri fatti di cronaca nazionale (caduta del fascismo, nascita della Repubblica, sequestro Moro, morte di pontefici, di Matteotti etc.), mentre nell'archivio sono custoditi, tra l'altro, documenti, carteggi e foto di Ettore Cosomati, Pasquale Meomartini, Ferdinando Meomartini e Massimiliano Vajro.
Fulcro del Modern è la sala della musica Luigi Meomartini e Ebe De Paulis dotata di un antico pianoforte a coda da concerto Kaps del 1893 e di circa 600 spartiti musicali d'epoca. La struttura ospita l'ampia biblioteca di medicina "Domenico Zuppa" intitolata a un noto medico sammarchese (1864-1942).
Vi sono esposte alcune opere del pittore Ettore Cosomati.

### Cucina

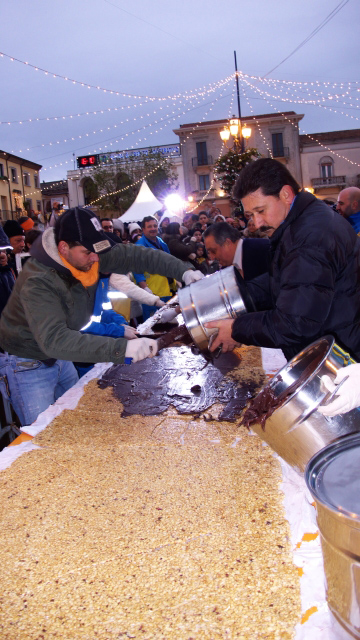
Un torrone realizzato durante la Festa del Torrone 2007

Il torrone è di gran lunga il più noto ed importante dei prodotti tipici di San Marco. La prima fabbrica di torroni fu aperta nel 1891 dal cavalier Innocenzo Borrillo (1871-1970); nel suo laboratorio fu concepita una svariata gamma di torroni, ma anche altri dolci, specialità di pasticceria e bibite gassate.
Fra questi, il prodotto di punta sono tuttora i Baci, anche noti come Croccantino di San Marco dei Cavoti, ovvero barre di croccante composte da mandorle, nocciole e zucchero, originariamente ricoperte di naspro. Il nome, in particolare, nacque molto prima dei più famosi Baci Perugina, commercializzati solo a partire dal 1922. Il successo dei Borrillo spinse, nel 1926, anche un altro concittadino, Giuseppe Serio, a cimentarsi nella produzione di torroni: la sua ditta per prima iniziò a ricoprire i croccanti di cioccolato anziché naspro, e crearono così la versione attualmente più venduta dei Baci.

### Eventi

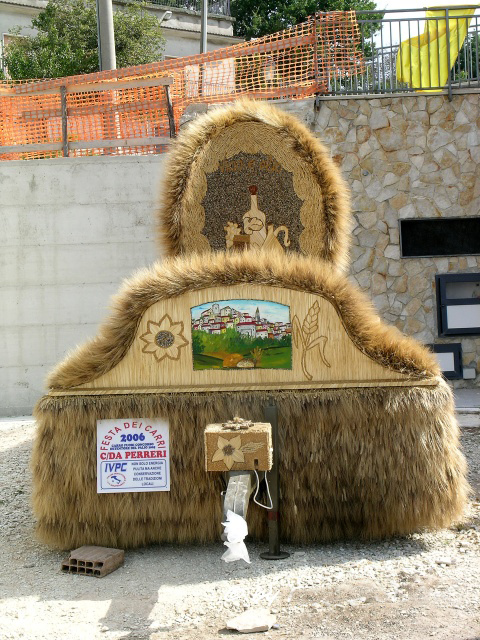
Un carro di grano esposto al Raduno Internazionale delle Mongolfiere di Fragneto Monforte

- Festa del patrono, San Marco evangelista (25 aprile), con una processione dei santi per le vie del paese.
- Festa di Santa Barbara (1º maggio e 4 dicembre), con processione della statua dal paese alla chiesa dedicata alla santa in Contrada Calisi (1º maggio) e viceversa (4 dicembre)
- Festa del Corpus Domini (giugno) con infiorata e processione per le vie del paese.
- Festa di Sant'Alfonso Maria de' Liguori (1º agosto), presso la cappella gentilizia del Casino Jelardi, in Contrada Zenna
- Festa dei Carri e Maria SS. del Carmine (seconda domenica di agosto), con processione della statua per le vie del paese e sfilata di artistici carri di grano realizzati nelle varie contrade per devozione dei contadini.
- Festa dell'emigrante (15 agosto), con degustazione gratuita di prodotti tipici.
- Festa di San Diodoro Martire (seconda domenica di settembre), con processione per le vie del paese. Nel pomeriggio, dal 1974, si svolge la Passiata di San Diodoro, gara podistica su un percorso urbano ed extraurbano di circa 15 km. La manifestazione, ad oggi, è la più longeva della regione Campania, avendo superato la 40ª edizione.
- Festa della Madonna del Rosario (primo sabato di ottobre), con realizzazione di fuochi e falò serali nei vari rioni del paese.
- Festa del Torrone (8-24 dicembre circa), con stand gastronomici per le vie e piazze del paese, manifestazioni varie e spettacoli, realizzazione del Torrone più lungo del mondo.
- ETHNOI - culture, linguaggi, minoranze, fino al 2009 chiamato Festival delle minoranze culturali ed etnolinguistiche. Istituito nel 2006, si è tenuto a cadenza annuale fino al 2014 a cura del Ceic - Istituto di studi storici e antropologici.

Inoltre, nel 1995 San Marco dei Cavoti ospitò il Premio Musicale Luigi Meomartini, nel 2000 una mostra dell'ultimo futurista vivente Guglielmo Roehrssen conte di Cammarata (Napoli, 1913-2008), mentre dal 2011 si svolge annualmente il premio Letterario Nero su Bianco dedicato alla memoria di Mino De Blasio

## Geografia antropica

### Urbanistica

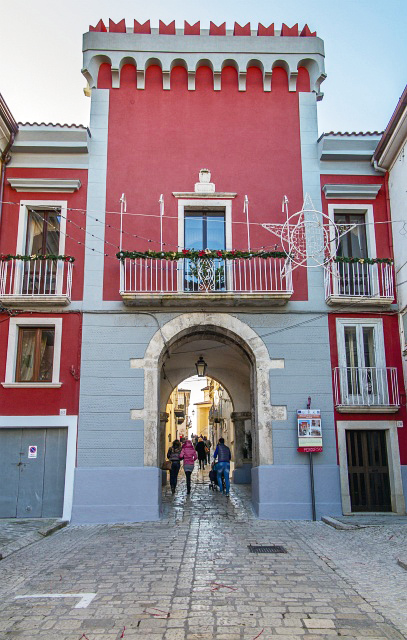
Porta Grande vista da Via Roma.

Il nucleo originario del paese è costituito dal Borgo Vicidomini (incentrato sull'omonimo largo, che fungeva da corte del palazzo marchesale) e dalla piazza del Carmine, sovrastate dall'altura dove sorse, e si trova tuttora, la Chiesa Madre, affiancata dalla Torre dei Provenzali, che originariamente ebbe la funzione di carcere. L'abitato era cinto da mura turrite cui si accedeva da quattro porte, delle quali oggi restano tre: Porta Palazzo, Porta Grande e Porta di Rosa.
Un'espansione urbana al di fuori delle mura si ebbe solo dalla metà del XVIII secolo, e riguardò quella che attualmente è la parte bassa del paese (Via Crocella-Fontecavalli), ma soprattutto si diresse verso est, al di là di Porta Grande, dove furono urbanizzati Via Paradiso (oggi Via Roma) e Largo della Croce in fondo a questa (poi Piazza Risorgimento); da qui poi vi fu un ingrandimento del centro abitato verso nord lungo Via del Convento (poi Corso Garibaldi), e verso sud lungo Via del Sole (poi Via Mazzini). Piazza Risorgimento e l'asse di Via Roma che conduce nel nucleo medievale sono ancora oggi considerati il centro del paese.
Tra le opere urbanistiche novecentesche meritano una menzione particolare quelle attuate, negli anni del fascismo, dal podestà Michele Zurlo: sotto la sua amministrazione San Marco fu dotata di un nuovo cimitero progettato dall'ing. Gennaro De Rienzo, dell'attuale edificio scolastico su progetto dell'ing. Pietro Florio e di un ponte sul torrente Tammarecchia per il collegamento extraurbano.
L'espansione urbana perdurò fino agli anni sessanta. Dopo il sisma del 1962 la popolazione abbandonò il centro storico semidistrutto per concentrarsi nella parte alta del paese, dove si ebbe la costruzione di nuovi alloggi per lo più popolari. Il nucleo antico è stato restaurato e ripopolato solo con l'amministrazione Cocca dal 1995.

## Economia

### Agricoltura e allevamento
Per secoli l'agricoltura e l'allevamento sono stati la principale attività di San Marco dei Cavoti. Nell'anno 2000 la superficie agricola utilizzata era di 3 505,34 ettari. Tra le coltivazioni principali sono grano, orzo, mais, vitigni e uliveti. La differenza di altitudine nel territorio comunale, ovviamente, comporta una sostanziale diversità di utilizzo dei terreni. Tra essi i più fertili e di migliore qualità sono quelli della contrada Calisi che è a un livello altimetrico più basso e, vicina al fiume Tammaro e al torrente Tammarecchia: infatti è anche attraversata dal tratturo Pescasseroli-Candela.
L'allevamento riguarda tradizionalmente ovini e bovini, questi ultimi presenti anche con esemplari della pregiata razza Marchigiana.
Dal 1913 circa si è sviluppato anche l'allevamento del cavallo avelignese, una razza equina che venne qui introdotta dal veterinario Giuseppe Zurlo (1885-1963), la cui opera fu poi proseguita dal figlio Nicola (1918-2010) anch'egli veterinario e quindi dal nipote dottor Giuseppe e dal pronipote Nicola.
Giuseppe Zurlo senior fondò nel 1913, la locale Stazione Ippica Erariale (della quale fu direttore) che forniva stalloni purosangue all'Esercito Italiano, ma al termine del primo conflitto mondiale, venuta meno la richiesta di cavalli per utilizzo militare, decise di avviare presso lo stesso ente l'allevamento e la selezione di equini ad uso agricolo e, nel 1939, scelse appunto i cavalli Avelignesi, razza proveniente da Avelengo, in provincia di Bolzano, creando così il prestigioso Nucleo di Selezione di San Marco dei Cavoti con Libro Genealogico di Razza dal 1948.

### Produzione di energia
Nel corso degli anni ottanta del Novecento un decisivo impulso all'economia del comune venne dal settore petrolifero: diverse trivellazioni furono effettuate allo scopo di ricercare idrocarburi. Furono scavati tre pozzi: il "Benevento 002" tra Via Fontecanale e la contrada Padulo Piano, con una profondità di 3939 m; il "Benevento 003" lungo la Via di Colle, con una profondità di 3723 m; il "Molinara Nord" (situato nel territorio di San Marco, a dispetto del nome del comune limitrofo) lungo Via della Montagna, con una profondità di 5400 m. I primi due furono realizzati dall'Agip, l'ultimo dalla Fina.
L'attività estrattiva cessò in concomitanza con l'inizio del XXI secolo per l'esaurimento dei giacimenti. Alcune inchieste giornalistiche sollevarono dubbi sulle modalità di dismissione, in particolare ipotizzando che i pozzi ormai vuoti fossero stati utilizzati come terminale per lo smaltimento illegale di rifiuti tossici e nocivi.
Sempre nel settore energetico è di particolare rilevanza l'installazione, negli ultimi anni, di un grande parco eolico ubicato a nord del paese, in zona montuosa.

### Artigianato ed industria
Degna di nota era l'attività molitoria, di antichissima tradizione ed oggi dismessa. Due mulini ad acqua si trovavano nei pressi del centro abitato, lungo il torrente Tammarecchia, e uno in contrada Calisi, lungo il Tammaro. Originariamente erano tutti di proprietà della famiglia dei feudatari Cavaniglia, e vennero poi ceduti con il diritto di terraggiare alla famiglia Jelardi nel XIX secolo. L'ultimo di essi in Contrada Calisi, oggi diruto, restò in attività fino ad una distruttiva alluvione, nel 1949.
Nel settore dell'artigianato e della piccola industria si distinsero, a partire dalla fine dell'Ottocento, alcune importanti attività, favorite specialmente dalla distanza tra il paese e il capoluogo e dalla difficoltà nei collegamenti, che indussero la popolazione locale a rendersi in certo qual modo autosufficiente. Tra tali iniziative imprenditoriali si ricordano una tintoria per lane e tessuti fondata da Giuseppe Cocca, un molino e pastificio fondato e gestito nei primi anni del Novecento dal nipote omonimo di professione notaio, un lanificio della famiglia Ricci, un oleificio della famiglia Costantini e l'Antica Apicoltura Ielardi, fondata nel 1925 da Nicola Ielardi e tuttora attiva nella produzione di miele di varie qualità. Ma soprattutto, fu importante per l'economia locale la fondazione, nel 1891, della prima fabbrica di torrone della famiglia Borrillo, seguita poi da molte altre. A tutt'oggi, industria dolciaria è quella trainante del settore secondario nel paese.
Inoltre, a partire dagli anni settanta anche il settore tessile conobbe un fiorente sviluppo, avviato da Giovannino Rito, maresciallo dei Carabinieri che, a metà del decennio, fondò la Irene Confezioni, specializzata nella produzione e nel confezionamento per conto terzi. Ad opera di altri imprenditori (De Lucia, Rito, Cocca, Tremonte, Beatrice, Zeno etc.) rapidamente sorsero numerose altre industrie, tutte specializzate in lavori su commissione dei grandi marchi della moda italiana. Nacque così distretto industriale tessile di San Marco dei Cavoti, che dopo circa 25 anni di grande splendore è stato drasticamente ridimensionato, a seguito degli spostamenti delle commesse all'estero.

### Terziario
Grazie soprattutto all'istituzione della Festa del Torrone, il paese negli anni 2000 ha conosciuto un consistente incremento dell'afflusso turistico, che ha favorito in particolare lo sviluppo di attività alberghiere, agrituristiche e di ristorazione in genere.

## Infrastrutture e trasporti
Il paese è attraversato dalla ex Strada statale 369 Appulo Fortorina (ora strada provinciale 51), che attraversa il territorio del Fortore innestandosi da un lato sulla Strada statale 212 della Val Fortore conducendo così a Benevento; dall'altro sfociando invece sulla Strada statale 17 dell'Appennino Abruzzese e Appulo Sannitica, che conduce a Lucera e Foggia.

## Amministrazione
Di seguito è la lista dei primi cittadini di San Marco dei Cavoti.
- Nel periodo napoleonico (dal 1809 al 1815);

| Periodo | Periodo | Primo cittadino         | Partito | Carica  | Note |
| ------- | ------- | ----------------------- | ------- | ------- | ---- |
| 1809    | 1809    | Giuseppe Ferraro        |         | Sindaco |      |
| 1809    | 1809    | Silvestro Pomarico      |         | Sindaco |      |
| 1810    | 1810    | Benigno Borrillo        |         | Sindaco |      |
| 1811    | 1812    | Domenico Iansiti        |         | Sindaco |      |
| 1813    | 1814    | Giovambattista La Vigna |         | Sindaco |      |
| 1815    | 1815    | Francesco D'Onofrio     |         | Sindaco |      |

- Nel Regno delle Due Sicilie (dopo la restaurazione dal 1816 al 1861):

| Periodo | Periodo | Primo cittadino        | Partito | Carica  | Note                                                    |
| ------- | ------- | ---------------------- | ------- | ------- | ------------------------------------------------------- |
| 1816    | 1816    | Francesco D'Onofrio    |         | Sindaco |                                                         |
| 1817    | 1819    | Pasquale Baldini       |         | Sindaco |                                                         |
| 1820    | 1821    | Federico D'Onofrio     |         | Sindaco |                                                         |
| 1822    | 1825    | Vincenzo Costantini    |         | Sindaco |                                                         |
| 1826    | 1829    | Nicola Rucci           |         | Sindaco |                                                         |
| 1829    | 1832    | Francesco Borrillo     |         | Sindaco |                                                         |
| 1833    | 1834    | Vincenzo Costantini    |         | Sindaco |                                                         |
| 1835    | 1837    | Domenico Corsi         |         | Sindaco |                                                         |
| 1838    | 1840    | Francesco Borrillo     |         | Sindaco |                                                         |
| 1841    | 1846    | Michele Zurlo (Senior) |         | Sindaco |                                                         |
| 1847    | 1849    | Angelantonio Ricci     |         | Sindaco |                                                         |
| 1850    | 1856    | Antonio Cocca          |         | Sindaco |                                                         |
| 1856    | 1859    | Diodoro Valente        |         | Sindaco |                                                         |
| 1859    | 1860    | Vincenzo Giampietro    |         | Sindaco |                                                         |
| 1860    | 1861    | Giuseppe Costantini    |         | Sindaco | da agosto 1860 su nomina del re Francesco II di Borbone |

- Nel Regno d'Italia, dal 1861:

| Periodo | Periodo | Primo cittadino        | Partito | Carica                  | Note |
| ------- | ------- | ---------------------- | ------- | ----------------------- | --- |
|         | 1861    | Giuseppe Costantini    |         | Sindaco                 | confermato in carica dal luogotenente Cialdini a nome del re Vittorio Emanuele II, il 13 settembre 1861 |
| 1861    | 1864    | Diodoro Valente        |         | Sindaco                 | |
| 1864    | 1867    | Michelantonio Valente  |         | Sindaco                 | |
| 1867    | 1877    | Vincenzo Jansiti       |         | Sindaco                 | |
| 1877    | 1899    | Federico Jelardi       |         | Sindaco                 | |
| 1899    | 1904    | Biagio Ricci           |         | Sindaco                 | |
| 1904    | 1904    | Enrico Del Vecchio     |         | Commissario Prefettizio | |
| 1904    | 1905    | Vincenzo De Conno      |         | Sindaco                 | |
| 1905    | 1905    | Gennaro D'Aria         |         | Commissario Prefettizio | |
| 1905    | 1906    | Vincenzo Costantini    |         | Sindaco                 | |
| 1906    | 1907    | Giovanni Lombardi      |         | Commissario prefettizio | |
| 1907    | 1910    | Biagio Ricci           |         | Sindaco                 | |
| 1910    | 1911    | Simone Cadelo          |         | Commissario prefettizio | |
| 1911    | 1915    | Giovandonato Zurlo     |         | Sindaco                 | |
| 1915    | 1921    | Biagio Ricci           |         | Sindaco                 | |
| 1921    | 1924    | Nicola Cocca           |         | Sindaco                 | |
| 1924    | 1925    | Pellegrino Testa       |         | Commissario prefettizio | Inizio del ventennio fascista                                                                           |
| 1925    | 1927    | Cosimo Masiello        |         | Commissario prefettizio | |
| 1927    | 1929    | Alfonso Assini         |         | Podestà                 | |
| 1929    | 1930    | Pasquale Andreani      |         | Commissario prefettizio | |
| 1930    | 1935    | Giuseppe Jelardi       |         | Podestà                 | |
| 1935    | 1942    | Michele Zurlo (junior) |         | Podestà                 | |
| 1942    | 1943    | Mario Jelardi          |         | Commissario prefettizio | |
| 1943    | ...     | Giovanni Ambrosiano    |         | Commissario prefettizio | |
| ...     | ...     | Alfredo Inglese        |         | Commissario prefettizio | |
| ...     | ...     | Mario Liquori          |         | Commissario prefettizio | |
| ...     | ...     | Luigi Radassao         |         | Commissario prefettizio | |

- Nella Repubblica Italiana, dal 1946:

| Periodo         | Periodo         | Primo cittadino        | Partito                         | Carica                  | Note |
| --------------- | --------------- | ---------------------- | ------------------------------- | ----------------------- | ---- |
| 1946            | 1952            | Pio Zurlo              | PLI                             | Sindaco                 |      |
| 1952            | 1953            | Michele Zurlo (junior) | PLI                             | Sindaco                 |      |
| 1953            | 1956            | Antonio Valente        | PLI                             | Sindaco                 |      |
| 1956            | 1964            | Camillo Maio           | PCI                             | Sindaco                 |      |
| 1964            | 1980            | Vincenzo De Leonardis  | DC                              | Sindaco                 |      |
| 1980            | 1985            | Diodoro Cocca          | PCI                             | Sindaco                 |      |
| 3 giugno 1985   | 16 giugno 1990  | Matteo Cavoto          | DC                              | Sindaco                 |      |
| 20 giugno 1990  | 24 aprile 1995  | Matteo Cavoto          | DC                              | Sindaco                 |      |
| 24 aprile 1995  | 14 giugno 1999  | Francesco Cocca        | Partito Popolare Italiano       | Sindaco                 |      |
| 14 giugno 1999  | 14 giugno 2004  | Francesco Cocca        | Partito Popolare Italiano       | Sindaco                 |      |
| 14 giugno 2004  | 14 giugno 2009  | Angela Tremonte        | Lista Civica di Centro Sinistra | Sindaco                 |      |
| 14 giugno 2009  | 25 maggio 2014  | Francesco Cocca        | Lista Civica                    | Sindaco                 |      |
| 25 maggio 2014  | 26 maggio 2019  | Giovanni Rossi         | Lista Civica                    | Sindaco                 |      |
| 27 maggio 2019  | 05 ottobre 2021 | Roberto Cocca          | Lista Civica                    | Sindaco                 |      |
| 06 ottobre 2021 | 12 giugno 2022  | Mario La Montagna      |                                 | Commissario prefettizio |      |
| 13 giugno 2022  | in carica       | Angelo Marino          | Lista Civica                    | Sindaco                 |      |